# Siri (cognome)
Siri è un cognome di lingua italiana.

## Varianti
Seri, Sirani, Sirio, Siro, Sirone, Sironi.

## Origine e diffusione
Cognome tipicamente ligure, è presente prevalentemente nella Liguria centro-occidentale.
Potrebbe derivare da toponimi quali Sirone in provincia di Lecco, dal prenome Siro o dalla sua variante Sirone.
In Italia conta circa 777 presenze.
Le varianti Sirani, Siro e Sirone sono molto rare; Sirio ha un ceppo ligure-piemontese e uno napoletano; Sironi è presente sia in Lombardia che a Genova e in provincia di Reggio Emilia.

## Persone
- Antonio Siri – fantino italiano
- Armando Siri – politico italiano
- Giuseppe Siri – arcivescovo e cardinale italiano